# Wimpassing an der Pielach
Wimpassing an der Pielach ist eine Ortschaft und eine Katastralgemeinde der Marktgemeinde Hafnerbach im Bezirk St. Pölten in Niederösterreich. Die Ortschaft hat 517 Einwohner (1. Jänner 2024). Bis Ende 1965 war Wimpassing eine eigenständige Gemeinde.

## Geografie
Das in den letzten Ausläufern des Dunkelsteinerwaldes liegende Dorf befindet sich südwestlich von Hafnerbach und wird im Süden von der Pielach gestreift.

## Geschichte
Im Jahr 1822 wurde der Ort als Dorf mit 35 Häusern genannt, das nach Hafnerbach eingepfarrt war, wohin auch die Kinder eingeschult wurden. Die Herrschaft Mitterau besaß die Ortsobrigkeit, übte die Landgerichtsbarkeit aus und besorgte die Konskription. Die Untertanen und Grundholde des Ortes gehörten den Herrschaften Mitterau, Goldegg, St. Pölten und Kreisbach.
Laut Adressbuch von Österreich waren im Jahr 1938 in der Ortsgemeinde Wimpassing ein Fleischer, zwei Gastwirte, zwei Gemischtwarenhändler, eine Milchgenossenschaft, eine Molkerei, eine Mühle mit Sägewerk, ein Schlosser, ein Schmied, ein Schuster, ein Wagner, ein Zementwarenerzeuger und ein Zimmermeister ansässig.
Im Zuge der Niederösterreichischen Kommunalstrukturverbesserung wurden am 1. Jänner 1966 die bis dahin selbständigen Gemeinden Wimpassing und Sasendorf nach Hafnerbach eingemeindet.